# فاندل (أركنساس)
فاندل (بالإنجليزية: Vanndale, Arkansas)‏ هي منطقة سكنية تقع في الولايات المتحدة في مقاطعة كروس، أركنسو. يقدر عدد سكانها وترتفع عن سطح البحر 84 متر.